# Lednice-Valtice
Kulturni krajolik Lednice–Valtice (češki: Lednicko-valtický areál) je UNESCO-ova svjetska baština koja se proteže na 283,09 km² između naselja Lednice i Valtice na jugu Češke, pokrajina Južna Moravska (povijesna pokrajina Moravska), blizu gradova Břeclava i Mikulova. 
Ovaj kulturni krajolik je povezan s UNESCO-ovim Rezervatom biosfere Pálavi na granici s Austrijom koji pripada Karpatima. Tako čine jedinstven kompleks zaštićene kulturne i prirodne baštine kojega nema nigdje drugo na svijetu.

## Odlike
Koncem 18. stoljeća, lokalni gospodari Lednice i Valtice, Obitelj Liechtenstein, su otpočeli izgradnju jedinsvenog rukom stvorenog kompleksa krajolika. Tijekom 19. stoljeća oni su stvorili golemi pejzažni park, koji je postao poznat kao "Vrt Europe", s dva središta:
- Dvorac Lednice (s okolnim selom)
- Dvorac Valtice (s okolnim naseljem),

koji su još od 1715. bili povezani tzv. avenijom Bezruč. Ova dva mjesta i njihova avenija je Ledničkim jezerima (Lednické rybníky) povezan s gradom Hlohovec u Slovačkoj. Većina kompleksa je prekrivena borovom šumom (Boří les) koja je sojena s lugom uz rijeku Thaya.
Pored pomenutih dijelova, u kompleksu se nalaze brojni veći ili manji paviljoni koji su često služili kao lovačke lože (češki: lovecký zámeček, njemački: Jagdschlösschen):
- Rajsna (njem.: Reistna = kolonada) je neoklasicistička kolonada na obronku brda iznad Valtice (poput glorijete) iz 1810-ih.
- Belvedere
- Rendezvous (ili Dijenin hram) - lovačka loža u obliku klasicističkog slavoluka iz 1810-ih.
- Kapela sv. Huberta (Kaple svatého Huberta) - neogotička građevina od stupova u borovoj šumi iz 1850-ih posvećena svecu zaštitniku lovaca.
- Granična kuća (Hraniční zámeček) je neoklasicistički dvorac izgrađen na mjestu starije utvrde na granici Donje Austrije i Moravske.
- Hram tri Gracije (Tři Grácie) - polukružna galerija s alegorijkim skulpturama "Znanosti, Muza i tri Gracije" iz 1820-ih.
- Jezerska kuća (Rybniční zámeček)
- Novi dvor (Nový dvůr, njem.: Neuhof = nova farma) - klasicistička farma iz 1809., koja se izvorno koristila za uzgoj ovaca, a danas konja.
- Apolonov hram (Apollónův chrám) - klasicistička lovačka loža iz 1810-ih na obali jezera.
- Lovačka loža (Lovecký zámeček) je neoklasicistička kuća iz 1806.
- Ivanov dvorac (Janohrad) su neo-gotička umjetna ruina (češ.: umělá zřícenina,njem.: künstliche Ruine) u obliku dvorca iz 1810.
- Minaret je neomaurski toranj visok 62 metra u vrtu dvorca Lednice iz 1804. godine koji danas služi kao opservatorij.
- Obelisk je podignut u spomen Mirovnog sporazuma u Campo Formio (1798.)
- Pohansko je lovačka loža u stilu ampir iz 1812. god. u kojoj se nalazi Gradski muzej Břeclava u kojemu su izloženi nalazi iz obližnjeg arheološkog lokaliteta Velikomoravskog grada.
- Lány - ampirska lovačka loža s početka 19. stoljeća.

- Staklarnik Lednice i borova šuma
- Minaret
- Apolonov hram
- Granična kuća
- Dvorac Valtice
- Kapela sv. Huberta
- Randez-vous
- Rajsna
- Tri gracije
- Lovačka loža

## Vanjske poveznice
- Službena stranica  Arhivirana inačica izvorne stranice od 15. lipnja 2011. (Wayback Machine) (češ.)

### Ostali projekti
|  | Zajednički poslužitelj ima još gradiva o temi Lednice–Valtice |